# جایزه بزرگ اتریش ۱۹۷۴
جایزه بزرگ اتریش ۱۹۷۴ (انگلیسی: ‎1974 Austrian Grand Prix‎) یک مسابقهٔ موتوری در رشتهٔ اتومبیل‌رانی فرمول یک بود که در تاریخ ۱۸ اوت ۱۹۷۴ در آسترایش‌رینگ واقع در اسپیلبرگ، اشتایریا، اتریش برگزار شد. این گراند پری در میان ۱۵ گراند پری در فصل ۱۹۷۴، مسابقهٔ شمارهٔ ۱۲ بود.
در این مسابقه که در ۵۴ دور و به مسافت ۳۱۹٫۲ کیلومتر (۱۹۸٫۳۴۲ مایل) برگزار شد، پول پوزیشن توسط نیکی لائودا کسب شد و سریع‌ترین زمان برای طی یک دور پیست که برابر با ۱:۳۷٫۲۲ بود نیز توسط کلی رگاتزونی به ثبت رسید.
کارلوس روتمان از تیم برابام-فورد، دنی هیولم از تیم مک‌لارن-فورد و جیمز هانت از تیم هسکث-فورد به‌ترتیب مقام‌های اول تا سوم مسابقه را کسب کردند.

## رده‌بندی قهرمانی پس از مسابقه
|       | جایگاه | راننده           | امتیاز |
| ----- | ------ | ---------------- | ------ |
|       | ۱      | کلی رگاتزونی     | ۴۶     |
|       | ۲      | جودی شکتر        | ۴۱     |
|       | ۳      | نیکی لائودا      | ۳۸     |
|       | ۴      | امرسون فیتیپالدی | ۳۷     |
| ۴     | ۵      | کارلوس روتمان    | ۲۳     |
| منبع: |        |                  |        |

|       | جایگاه | سازنده      | امتیاز  |
| ----- | ------ | ----------- | ------- |
|       | ۱      | فراری       | ۵۹      |
|       | ۲      | مک‌لارن-فورد | ۵۵ (۵۷) |
|       | ۳      | تایرل-فورد  | ۴۵      |
|       | ۴      | لوتوس-فورد  | ۲۹      |
|       | ۵      | برابام-فورد | ۲۴      |
| منبع: |        |             |         |

یادداشت
- تنها پنج جایگاه نخست از هر رده‌بندی نمایش داده شده‌است.